# Andrea Tavernier
Andrea Tavernier (Torino, 1858 – Grottaferrata, 1932) è stato un pittore italiano.

## Biografia
Fu allievo di Andrea Gastaldi all'Accademia Albertina di Torino, dove conobbe Vittorio Cavalleri e Lorenzo Delleani. Dopo aver compiuto gli studi a Torino decise di trasferirsi a Roma verso il 1890.
Dal 1896, rientrato a Torino, si fece notare per la grande attività di paesista di alta montagna, cogliendo svariati elementi dal Divisionismo, ma senza assoggettarsi ad una disciplina rigorosa. È facilmente riconoscibile per il suo colore ricco di luce e dai toni squillanti grazie anche alle sue vibranti pennellate. Dal 1900 al 1915 si avvicinò ai temi simbolisti dell'epoca, con visioni oniriche e favolistiche. Sono inoltre importanti e famosi i suoi pastelli in stile liberty prodotti in grandi quantità e affiancati alla pittura ad olio.  
Esordì alla Promotrice delle Belle Arti di Torino nel 1884 ed espose poi numerose volte alla Biennale di Venezia dove, nel 1922, tenne un'importante mostra personale.